# Parlamento de la India
El parlamento de la India, también llamado el Sansad, corresponde al cuerpo supremo legislativo de la India. Es una legislatura bicameral, compuesta por el presidente de la India y las dos cámaras: la Rajya Sabha (Consejo de los Estados) y la Lok Sabha (Casa del Pueblo). El presidente, en su rol como cabeza de la legislatura, tiene completos poderes para convocar y prorrogar la legislatura de cualquier cámara del Parlamento o para disolver la Lok Sabha. La sede del parlamento se encuentra situada en la localidad de Nueva Delhi.

## Características

El emblema nacional de la India.

El país de la India es una república democrática con un sistema de gobierno parlamentario. El estado es una unión histórica de varios territorios, donde cada uno goza de cierta autonomía con una constitución común, que fue adoptada por una asamblea constituyente tras conseguir su independencia.
El sistema de gobierno que se utiliza ha sido inspirado por Mahatma Gandhi y por su ferviente creencia de la no violencia.
El sistema parlamentario está compuesto de un jefe de Estado, que es el presidente y un vicepresidente que permanecerá ejerciendo sus funciones durante la legislatura, que es de cinco años. El poder ejecutivo se forma mediante el nombramiento por el presidente del primer ministro, el cual presidirá el nuevo consejo de ministros.
El parlamento hindú dispone de dos cámaras: La denominada Lok Sabha y la Rajya Sabha. Está ubicado en Nueva Delhi, contiguo a la residencia del presidente en el cargo, el palacio de Rashtrapati Bhavan. El presidente en el cargo es la persona que adopta la última decisión en caso de que ambas cámaras no lleguen a un acuerdo.
La sede del parlamento se encuentra ubicada en la localidad de Nueva Delhi, en una zona verde con jardines, muy próxima a un lago.

### Lok Sabha: la primera cámara
Lok Sabha es la primera cámara del parlamento y se traduce literalmente como casa del pueblo o cámara baja. El mayor porcentaje de los políticos que forman parte de esta cámara han sido elegido por la comunidad india por sufragio universal. Es la cámara que conlleva más poder de las dos e incluso, para según que temas, puede realizar decisiones sin el acuerdo de la segunda cámara, la Rajya Sabha. La Lok Sabha dispone de 552 escaños, tal y como dicta la Constitución de la India, y sus miembros disponen de una legislatura de cinco años.

### Rajya Sabha: La segunda cámara
La Rajya Sabha es la segunda cámara del parlamento, también denominada Consejo de Estado. Formada por 250 miembros en total, con mandatos de seis años de duración, cuyos mandatos se renuevan cada dos años. Sus miembros son elegidos por los órganos legislativos de los estados, más 12 que son elegidos por el presidente, aunque éste no puede revocar sus mandatos.